# Wywiad z wampirem (serial telewizyjny)
Wywiad z wampirem (ang. Interview with the Vampire; znany także jako Anne Rice’s Interview with the Vampire) – serial z gatunku horroru produkowany przez stację AMC na podstawie Wywiadu z Wampirem i innych książek z cyklu Kronik Wampirów autorstwa Anne Rice. Akcja serialu toczy się w 2022, gdzie główny bohater wampir Louis de Pointe du Lac (Jacob Anderson) opowiada historię swojego życia dziennikarzowi Danielowi Molloyowi (Eric Bogosian).
Polska premiera serialu miała miejsce 7 listopada 2022 r.

## Fabuła
Fabuła koncentruje się na historii Louisa de Pointe du Laca, który jako czarnoskóry mężczyzna musi na co dzień mierzyć się z ograniczeniami życia w Nowym Orleanie na początku XX w. Nie może oprzeć się propozycji złożonej przez przypadkowo poznanego Lestata de Lioncourt (Sam Reid) i zgadza się na zostanie wampirem oraz jego towarzyszem. Louis zmaga się ze swoim człowieczeństwem i tworzy relację romantyczną z Lestatem. Po latach dołącza do nich Claudia (Bailey Bass), która intensyfikuje relację między bohaterami.

## Produkcja
13 maja 2020 r. ogłoszono, że studio AMC kupiło prawa do 18 książek Anne Rice oraz możliwość produkcji seriali telewizyjnych i filmów fabularnych. 24 czerwca 2021 ogłosiło adaptację pierwszej książki z cyklu i zapowiedziało ośmioodcinkowy serial (ostatecznie siedmioodcinkowy) z premierą zaplanowaną na 2022 r. Rolin Jones został showrunnerem produkcji. Mark Johnson, Anne Rice (do swojej śmierci w 2021 r.) oraz jej syn Christopher zostali producentami wykonawczymi. 19 lipca 2021 r. ogłoszono, że Alan Taylor dołącza do producentów serialu i wyreżyseruje 2 pierwsze odcinki. 28 września 2022 r., jeszcze przed premierą pierwszego sezonu, AMC ogłosiło kontynuację Wywiadu z Wampirem. 2 sezon opowie historię z dalszej części książki.
W serialu przedstawiono queerową relację Louisa z Lestatem. Rolin Jones otwarcie uznał związek i seksualność wampirów.
W sierpniu 2021 r. ogłoszono, że Jacob Anderson zagra Louisa de Pointe du Laca, a Sam Reid wcieli się w Lestata de Lioncourt. Dwa miesiące później Bailey Bass dołączyła do obsady jako Claudia. Później ogłoszono, że Kalyne Coleman zagra siostrę Louisa Grace. W 2022 ogłoszono, że Christian Robinson zagra Leviego, Assad Zaman – Rashida, a Eric Bogosian – Daniela Molloya.
Zdjęcia do serialu rozpoczęły się pod koniec 2021 i trwały od grudnia do kwietnia 2022 r. w Nowym Orleanie.
Muzykę do serialu przygotował Daniel Hart.

## Obsada

### Główna obsada
- Jacob Anderson jako Louis de Pointe du Lac[9]
- Sam Reid jako Lestat de Lioncourt[10]
- Eric Bogosian jako Daniel Molloy[15]
- Bailey Bass jako Claudia[11]
- Assad Zaman jako Rashid[14]

### Pozostałe postacie
- Kalyne Coleman jako Grace (siostra Louisa)[12]
- John DiMaggio jako radny Fenwick
- Rae Dawn Chong jako Florence (matka Louisa)
- Christian Robinson jako Levi Freniere (szwagier Louisa)[13]
- Maura Grace Athari jako Antoinette (kochanka Lestata)
- Steven G. Norfleet jako Paul (brat Louisa)

## Odcinki
| Lp. | Nazwa odcinka                                                 | Premiera światowa    | Premiera polska   | Reżyseria        | Scenariusz                      |
| --- | ------------------------------------------------------------- | -------------------- | ----------------- | ---------------- | ------------------------------- |
| 1   | In throes of increasing wonder...                             | 2 października 2022  | 7 listopada 2022  | Alan Taylor      | Rolin Jones                     |
| 2   | ...after the phantoms of your former self                     | 9 października 2022  | 14 listopada 2022 | Alan Taylor      | Jonathan Ceniceroz, Dave Harris |
| 3   | Is my very nature that of the Devil                           | 16 października 2022 | 21 listopada 2022 | Keith Powell     | Rolin Jones, Hannah Moscovitch  |
| 4   | ...the ruthless pursuit of blood with all a child's demanding | 23 października 2022 | 28 listopada 2022 | Keith Powell     | Eleanor Burgess                 |
| 5   | A vile hunger for your hammering heart                        | 30 października 2022 | 5 grudnia 2022    | Levan Akin       | Hannah Moscovitch               |
| 6   | Like angels put in hell by God                                | 6 listopada 2022     | 12 grudnia 2022   | Levan Akin       | Coline Abert                    |
| 7   | The thing lay still                                           | 13 listopada 2022    | 19 grudnia 2022   | Alexis Ostrander | Rolin Jones, Ben Philippe       |

## Odbiór serialu

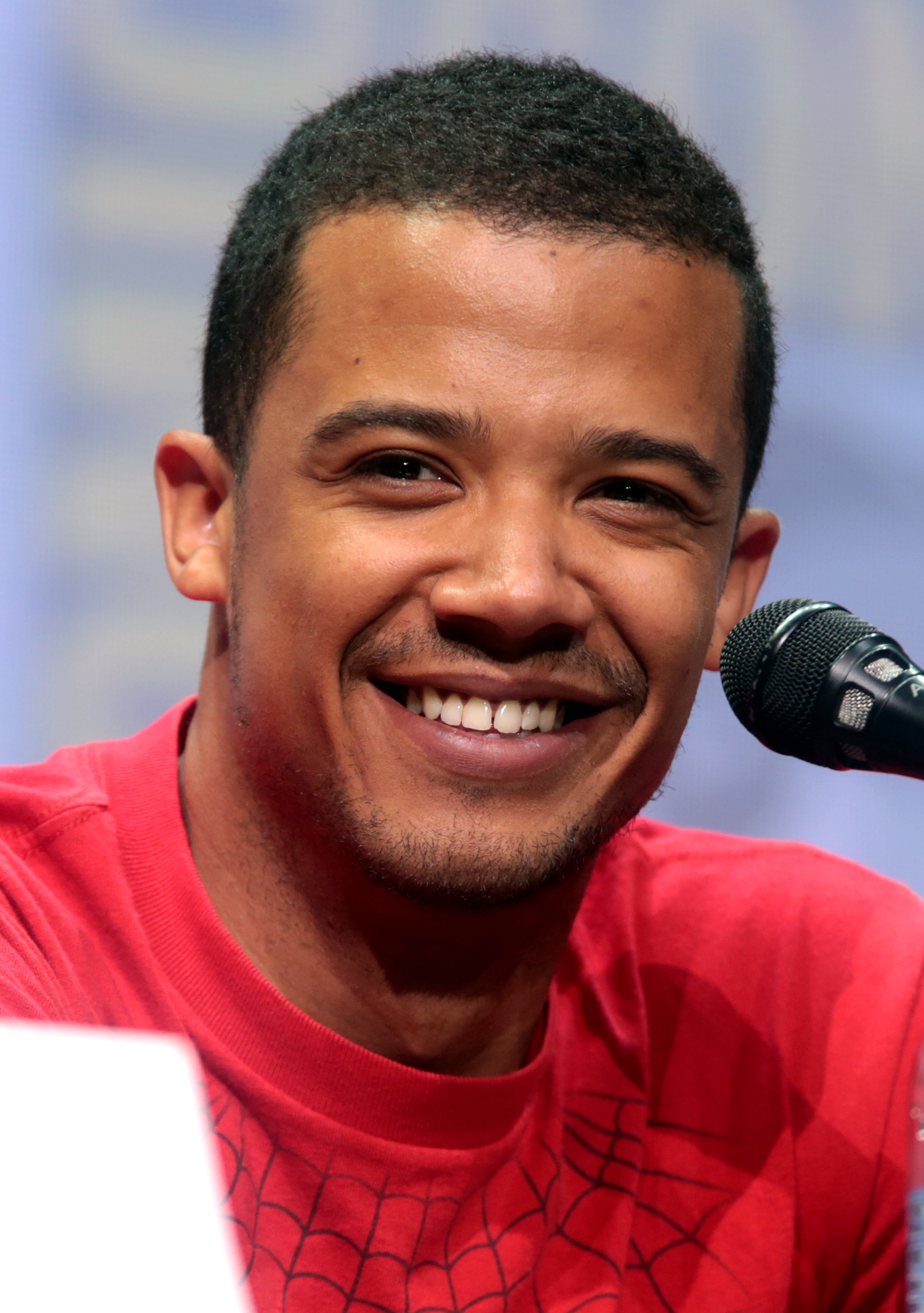
Jacob Anderson

Serial został pozytywnie odebrany przez krytyków. W serwisie Rotten Tomatoes jego ogólny wynik to 98% przy 87 ocenach. W Metacriticu jego wynik to 82 przy 42 recenzjach. Oceny widzów w obu serwisach są raczej pozytywne (70% na Rotten Tomatoes i ocena 6.6 na Metacritic). Serial chwalony jest za odświeżenie historii przedstawionej w filmie i jednoczesne odcięcie się od niej, dobre aktorstwo i poruszane tematy (pandemia COVID-19, homoseksualizm, rasizm).
Produkcja dostała 2 sezon, który swoją polską premierę będzie miał 20 czerwca 2024 r. Zdjęcia kręcono w Pradze.

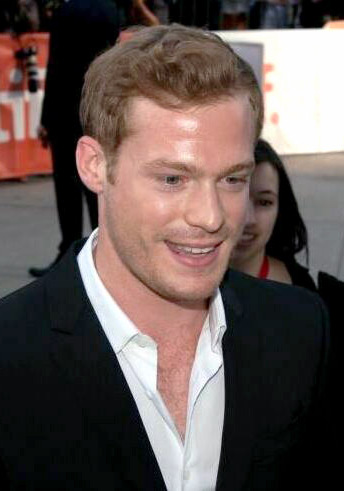
Sam Reid